# Championnat d'Italie de football de deuxième division 1999-2000
Navigation
Édition précédente Édition suivante
La saison 1999-2000 de Serie B, organisée par la Lega Calcio pour la cinquante-quatrième fois, est la 68e édition du championnat de deuxième division en Italie. Les quatre premiers sont promus directement en Serie A et les quatre derniers sont relégués en Serie C.
À l'issue de la saison, le Vicenza Calcio termine à la première place et monte en Serie A 2000-2001 (1re division), accompagné par le vice-champion SSC Naples, le troisième Brescia Calcio et le quatrième Atalanta Bergame. 

## Compétition
Le classement est établi sur le barème de points suivant :
- Victoire : 3 points
- Match nul : 1 points
- Défaite, forfait ou abandon du match : 0 point

### Classement
| Rang | Équipe              | Pts  | J  | G  | N  | P  | Bp | Bc | Diff |
| ---- | ------------------- | ---- | -- | -- | -- | -- | -- | -- | ---- |
| 1    | Vicenza Calcio R    | 67   | 38 | 20 | 7  | 11 | 69 | 45 | +24  |
| 2    | SSC Naples          | 63   | 38 | 17 | 12 | 9  | 55 | 44 | +11  |
| 3    | Brescia Calcio      | 63   | 38 | 16 | 15 | 7  | 54 | 38 | +16  |
| 4    | Atalanta Bergame    | 63   | 38 | 17 | 12 | 9  | 51 | 34 | +17  |
| 5    | UC Sampdoria R      | 62   | 38 | 17 | 11 | 10 | 45 | 40 | +5   |
| 6    | Genoa CFC           | 57   | 38 | 16 | 9  | 13 | 51 | 42 | +9   |
| 7    | Salernitana Sport R | 52   | 38 | 14 | 10 | 14 | 55 | 61 | -6   |
| 8    | Trévise FBC 1993    | 51   | 38 | 13 | 12 | 13 | 56 | 48 | +8   |
| 9    | Empoli FC R         | 51   | 38 | 13 | 12 | 13 | 42 | 52 | -10  |
| 10   | Ternana Calcio      | 49   | 38 | 11 | 16 | 11 | 45 | 47 | -2   |
| 11   | US Ravenne          | 48   | 38 | 11 | 15 | 12 | 41 | 39 | +2   |
| 12   | Cosenza Calcio      | 48   | 38 | 11 | 15 | 12 | 36 | 41 | -5   |
| 13   | Pescara Calcio      | 47   | 38 | 10 | 17 | 11 | 62 | 55 | +7   |
| 14   | Monza Calcio        | 47   | 38 | 9  | 20 | 9  | 45 | 46 | -1   |
| 15   | Chievo Vérone       | 47   | 38 | 11 | 14 | 13 | 48 | 53 | -5   |
| 16   | AC Pistoiese P      | 45-4 | 38 | 13 | 10 | 15 | 39 | 43 | -4   |
| 17   | AC Cesena           | 45   | 38 | 8  | 21 | 9  | 47 | 45 | +2   |
| 18   | Alzano Virescit P   | 42   | 38 | 10 | 12 | 16 | 39 | 51 | -12  |
| 19   | AC Savoia 1908 P    | 29   | 38 | 6  | 11 | 21 | 36 | 63 | -27  |
| 20   | Fermana Calcio P    | 29   | 38 | 6  | 11 | 21 | 36 | 66 | -30  |

|  | Promotion en Serie A                        |
|  | Relégation en Serie C                       |
|  | P : Promu de Serie C R : Relégué de Serie A |

- L'AC Pistoiese a une pénalité de 4 points, le club terminant à égalité de points avec Cesena doit disputer un barrage en aller retour pour connaitre l'équipe qui sera reléguée. Pistoiese remporte le match à domicile 3 à 1 et perd à Cesena 0-1, sur l'ensemble des deux matchs le promu se maintient en Serie B, Cesena descend en Serie C.